# 玄海国定公園
玄海国定公園（げんかいこくていこうえん）は、日本の九州にある福岡、佐賀、長崎各県の玄界灘沿岸（長崎県は福島、鷹島のみ）を中心に指定された国定公園である。指定年月日は1956年6月1日、総面積は101.58km2（2001年3月31日現在）。十数か所の松原や玄武岩による海食地形などの自然景勝地や朝鮮半島などとの交流に関係する文化史跡が多い。

## 概要
指定範囲は玄界灘沿岸で、東は北若松海岸から西は伊万里湾近辺まで広範囲に広がる。
福岡県から佐賀県に至る海岸線一帯には三里松原、さつき松原、勝浦松原、津屋崎松原、福間松原、古賀ノ松原、生の松原、幣の松原、虹の松原など数多くの松原が見られ、若松北海岸は手付かずの自然海岸が残る。また、玄武岩による海蝕地形が顕著であることでも知られ、芦屋町には千畳敷や洞山があり、糸島半島には二見ヶ浦や国内最大級の玄武岩の海蝕洞である芥屋の大門（天然記念物）がある。志賀島は金印（国宝）が発見されたことで知られる島で、志賀海神社が鎮座する聖地であるとともに、海の中道によって陸続きとなった近郊のレジャー地である。
佐賀県唐津市北部から伊万里湾に至る海岸線一帯は九州有数のリアス式海岸で知られ、棚田が多く見られることでも知られる。屋形石の七ツ釜は玄界灘の荒波による岩盤の浸食などによって生じた七つの海蝕洞。東松浦半島最北端の波戸岬には海中展望塔が設置されている。伊万里湾のイロハ島は弘法大師を始め、古の文人らも称えたと伝えられる同公園有数の景勝地で、多島海の美観が映える。
また、内陸部にも指定地が点在する。クスノキ原始林（天然記念物）がある立花山、福岡市西区の怡土城跡一帯、観桜の名所でもあり虹の松原など唐津湾の遠望に優れる鏡山、伊万里市の大平山、竹の古場公園などが該当する。

## 火山
- 黒瀬、約110万年前に活動した火山で玄界島の北の小さな岩礁[6]。

## 関係市町村
- 福岡県
  - 北九州市、芦屋町、岡垣町、宗像市、福津市、新宮町、福岡市、糸島市
- 佐賀県
  - 唐津市、玄海町、伊万里市
- 長崎県
  - 松浦市

壱岐島以北は壱岐対馬国定公園に指定されている。

## ギャラリー

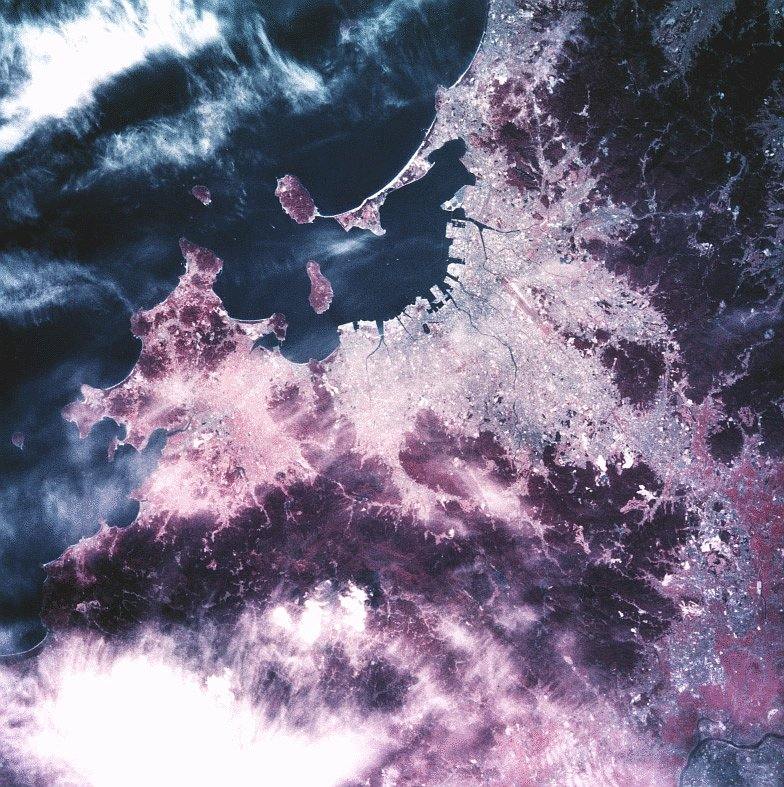
糸島半島、志賀島などを写した衛星画像（1997年）
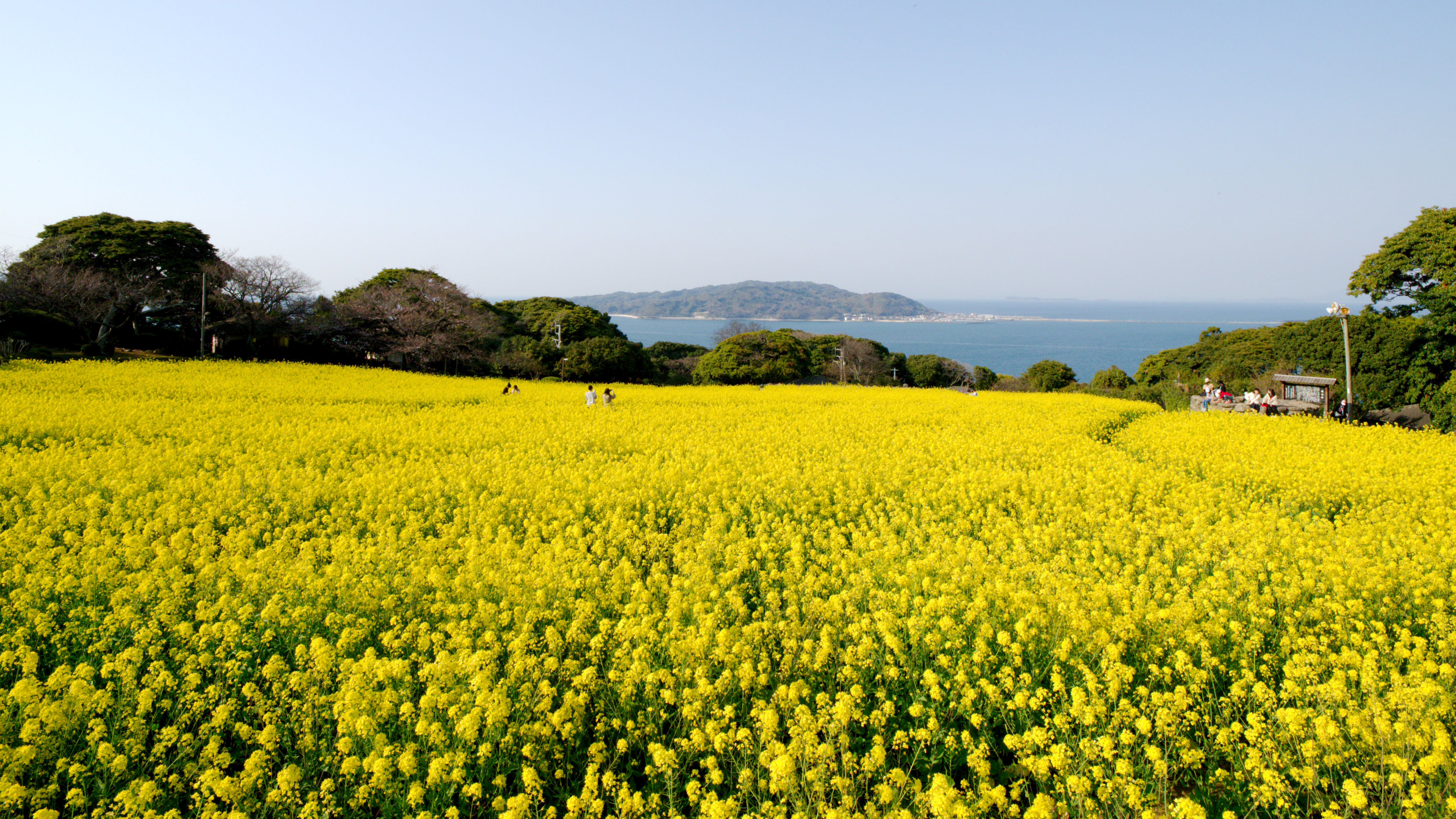
のこのしまアイランドパーク
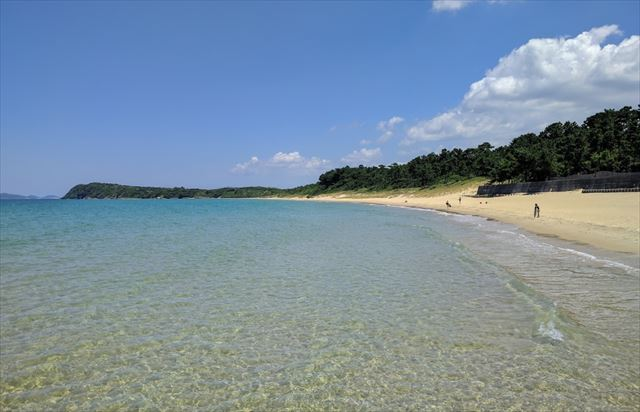
奈多海岸
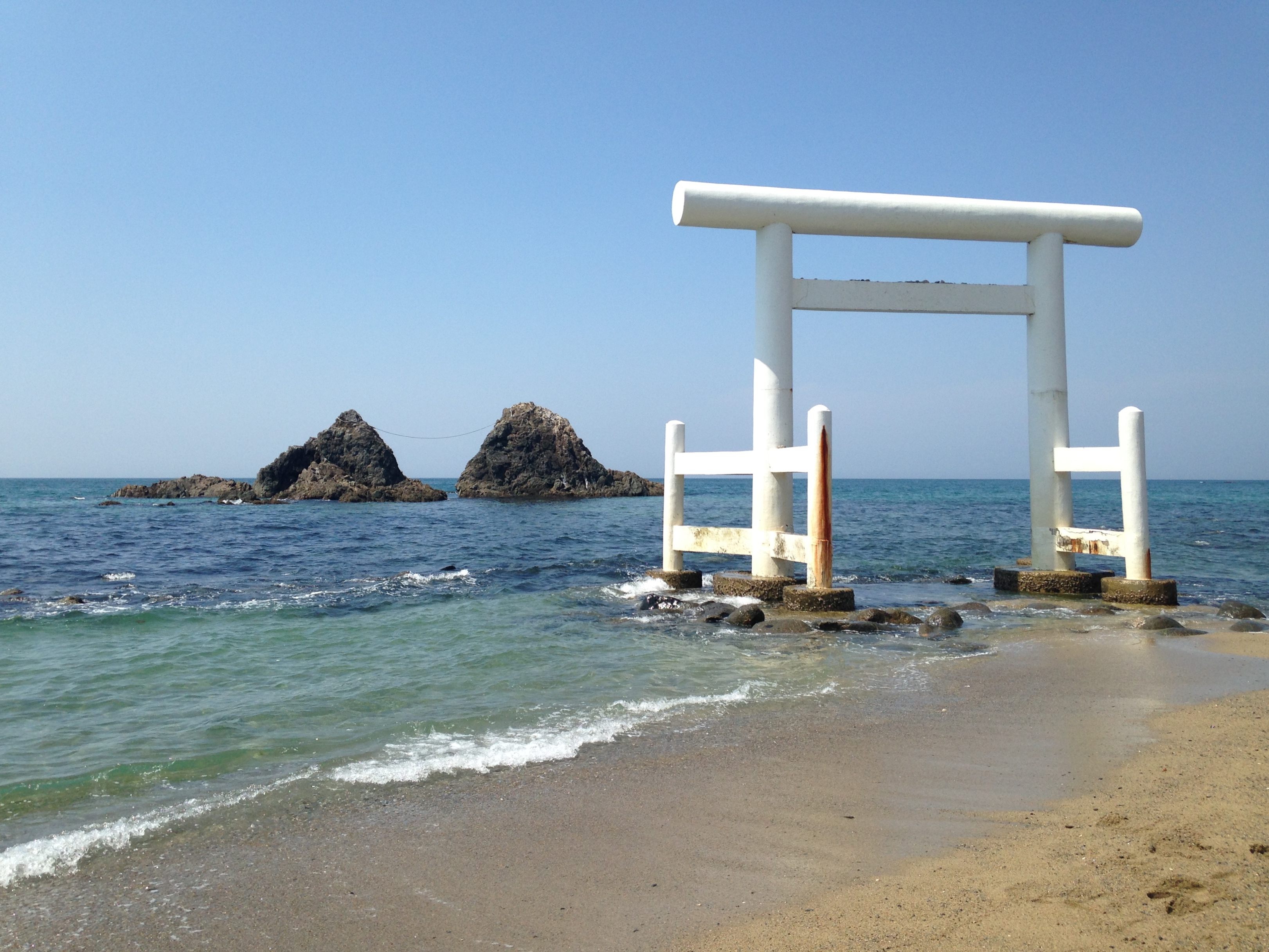
二見ヶ浦
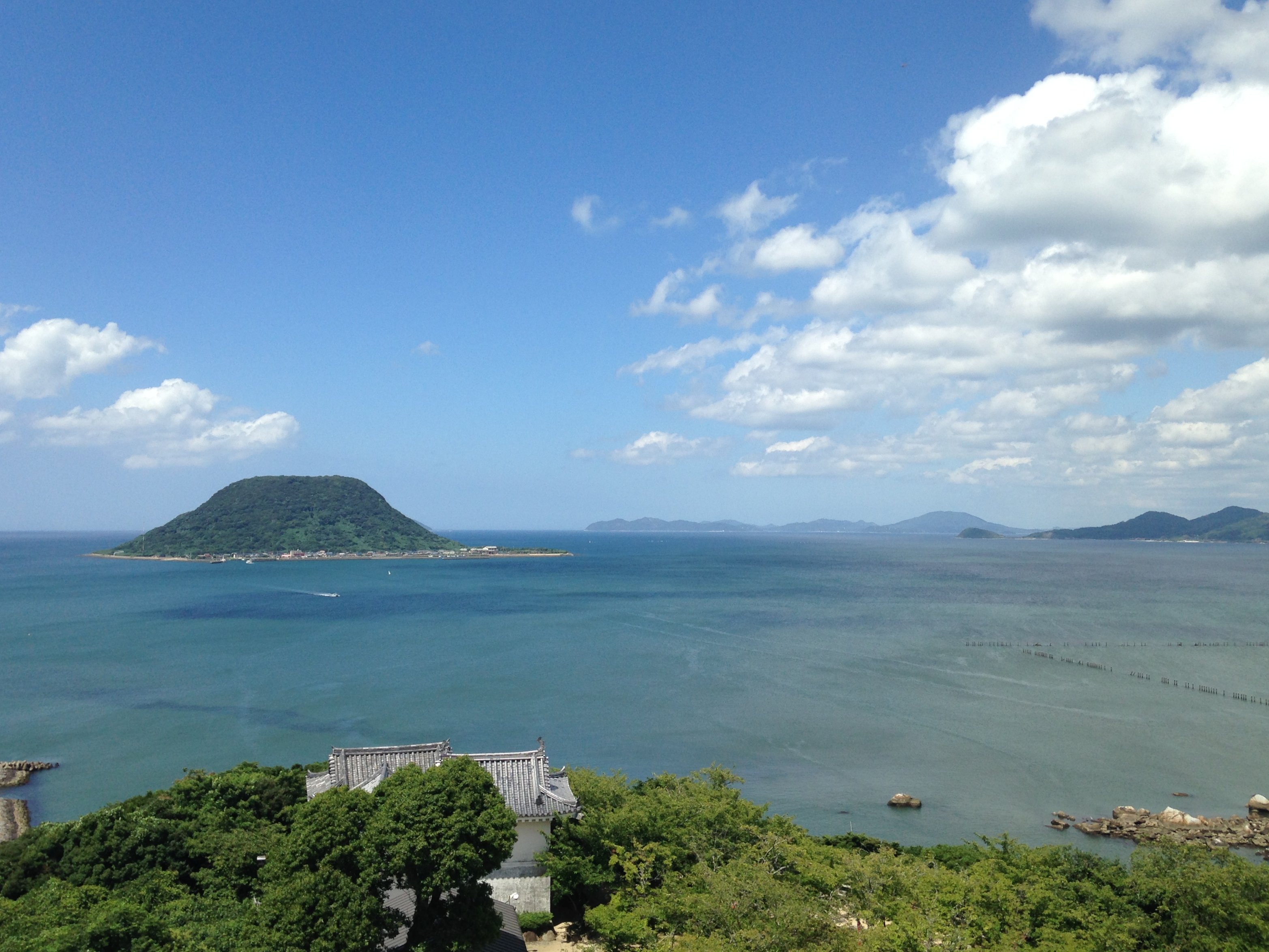
唐津城から望む唐津湾
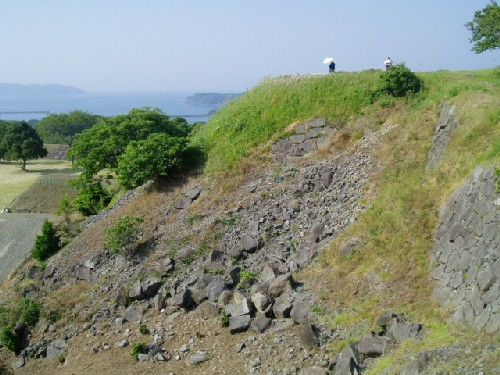
名護屋城本丸石垣と玄界灘
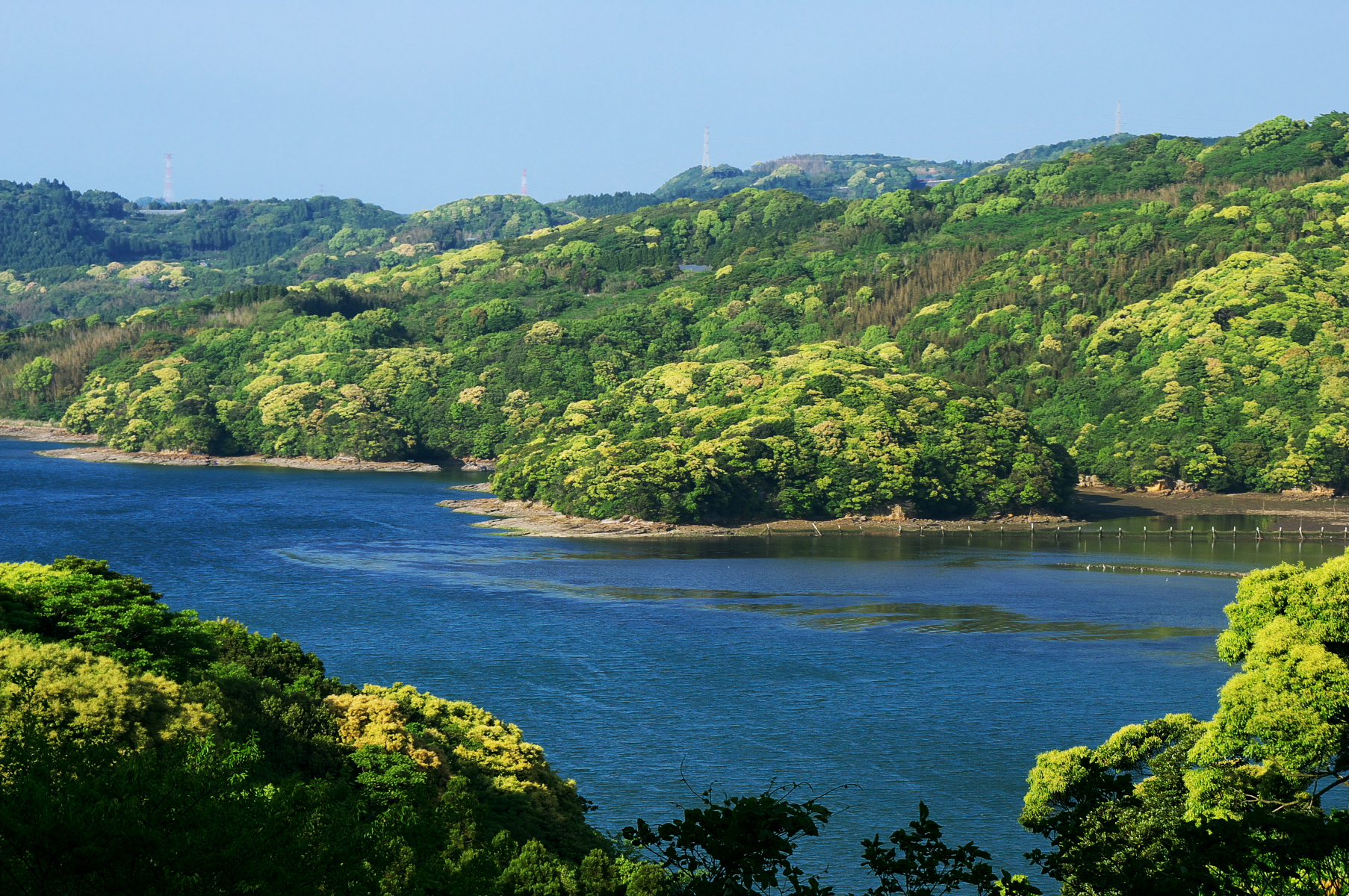
仮屋湾奥の海岸
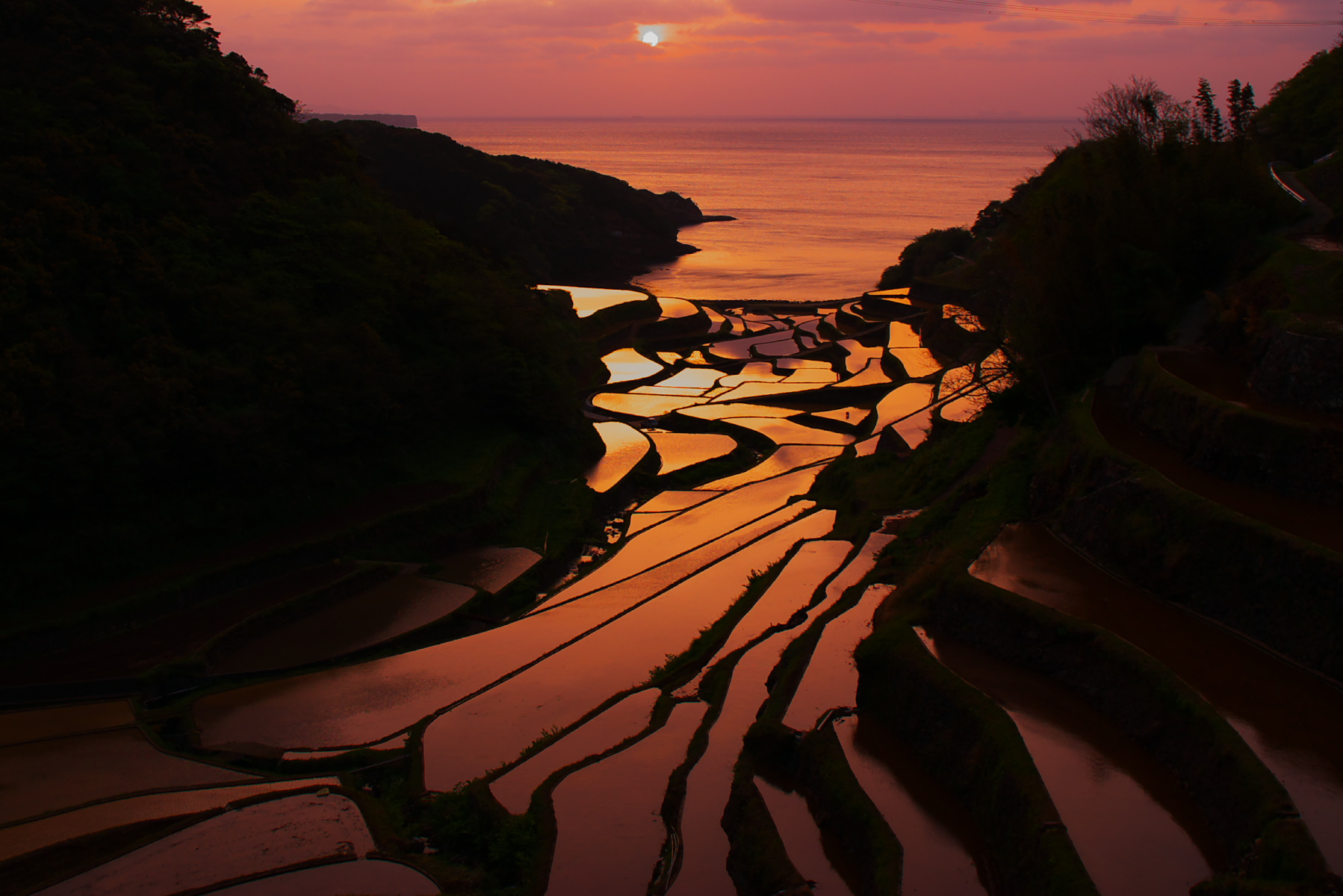
浜野浦の棚田
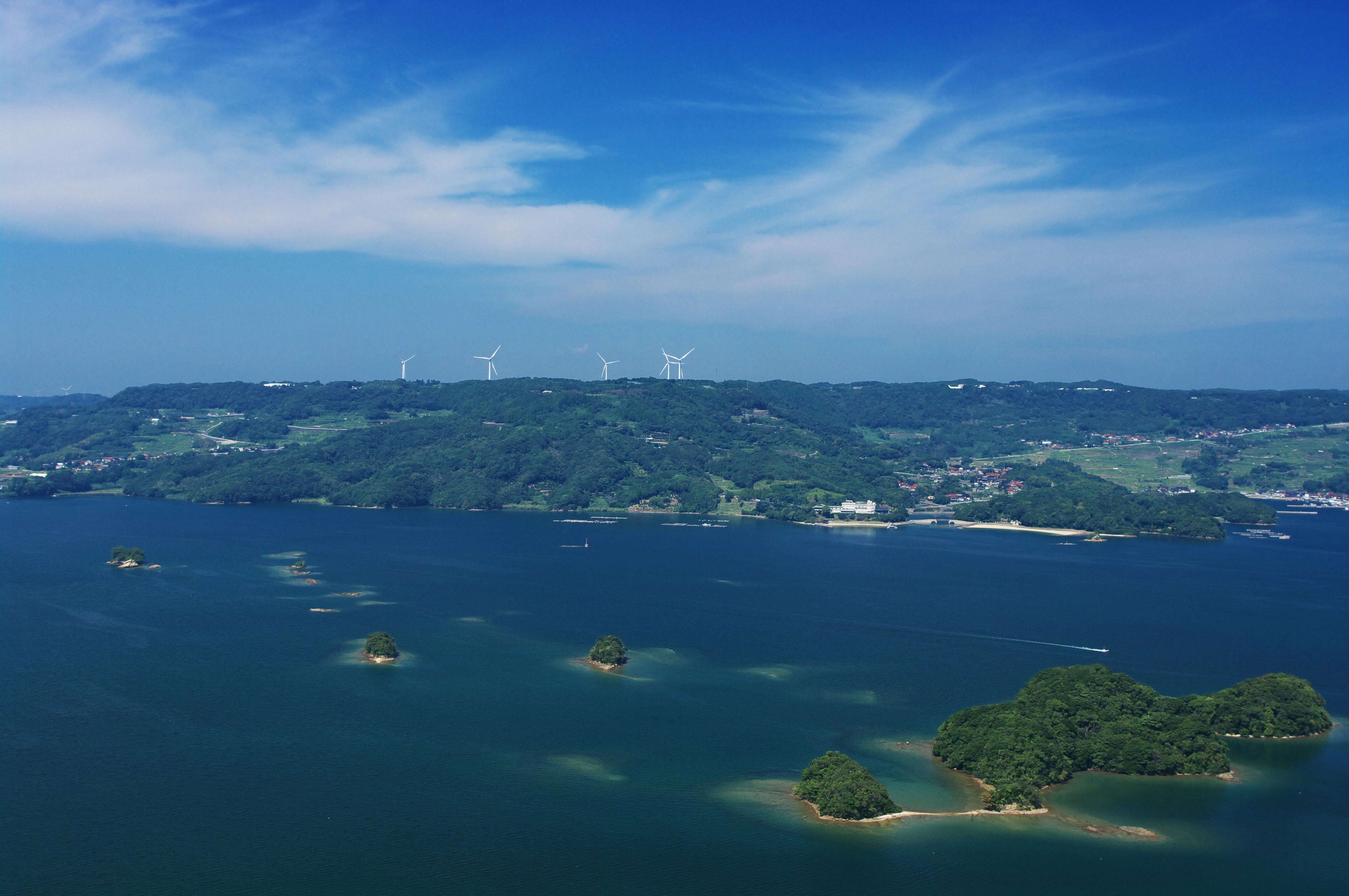
伊万里湾といろは島